# Vuonnemit
Vuonnemit ist ein selten vorkommendes Mineral mit der chemischen Zusammensetzung Na6Na2Nb2Na3Ti(Si2O7)2(PO4)2O2(OF) und damit chemisch gesehen ein Natrium-Niob-Titan-Silikat mit zusätzlichen Sauerstoff-, Hydroxid- bzw. Fluor- sowie Phosphationen. Strukturell gehört Vuonnemit zu den Gruppensilikaten (Sorosilikaten).
Vuonnemit kristallisiert im triklinen Kristallsystem und findet sich meist in Form von Aggregaten aus tafeligen bis schuppigen Kristallen, die bis über 10 cm groß werden können. Das Mineral ist durchsichtig bis durchscheinend und von hellgelber bis weißer Farbe, gelegentlich auch mit bräunlicher Tönung. Seine Strichfarbe ist dagegen immer weiß.

## Etymologie und Geschichte
Erstmals erwähnt wurde Vuonnemit in zwei Veröffentlichungen 1972, nachdem es 1969 auf dem Berg Karnassurt (russisch Карнасурт) in der Pegmatit-Lagerstätte Jubilej (russisch Юбилейная пегматитовая залежь) in den Lowosero-Tundren in Foyaiten eingebettet sowie 1970 in ähnlicher Form in einem Bohrkern mit Lavochorriten aus dem Flusstal des Wuonnemjok in den benachbarten Chibinen gefunden worden war. Die Erstbeschreibung als neues Mineral aus der Lomonosovit-Gruppe erfolgte in einem russischsprachigen Fachartikel durch die Geologen I. W. Bussen, A. P. Denisow, N. I. Sabawnikowa, L. W. Kosyrewa, Ju. P. Menschikow und E. A. Lipatowa 1973.
Es wurde nach seiner Fundstelle am Fluss Wuonnemjok als russisch wuonnemit (вуоннемит) bzw. englisch wuonnemite (sic!) benannt. Der Name des Flusses stammt, wie bei sehr vielen Toponymen der Halbinsel Kola, aus dem Samischen. Nach T. I. Itkonen handelt sich um eine Wortzusammensetzung mit dem Hauptwort „Fluss“ (vgl. kildinsamisch jogk (ёгк)) und dem Bestimmungswort „Schwiegermutter“ (vuennam (вуэннaм)), also „Schwiegermutterfluss“.
Das Mineralogenteam um Bussen sandte seine Untersuchungsergebnisse und den gewählten Namen 1973 zur Prüfung an die International Mineralogical Association (interne Eingangs-Nr. der IMA: 1973-015), die den Vuonnemit als eigenständige Mineralart anerkannte. Die ebenfalls von der IMA/CNMNC anerkannte Kurzbezeichnung (auch Mineral-Symbol) von Vuonnemit lautet „Vn“.
Das Typmaterial des Minerals wird im Bergbaumuseum (englisch Mining Museum, kurz: MM) der Staatlichen Bergbau-Universität in Sankt Petersburg  unter der Katalog-Nummer 1058/2 und im Geologie-Institut des Wissenschaftszentrums Kola (kurz: GIKB-Apatity) der Russischen Akademie der Wissenschaften unter der Katalog-Nummer 3255 sowie in der Mineralogischen Sammlung der Mines ParisTech (auch École nationale supérieure des mines; kurz: ENSM) aufbewahrt.

## Klassifikation
In der veralteten 8. Auflage der Mineralsystematik nach Strunz ist der Vuonnemit noch nicht verzeichnet.
Im zuletzt 2018 überarbeiteten und aktualisierten Lapis-Mineralienverzeichnis nach Stefan Weiß, das sich im Aufbau noch nach dieser alten Form der Systematik von Karl Hugo Strunz richtet, erhielt das Mineral die System- und Mineral-Nr. VIII/C.14-080. In der „Lapis-Systematik“ entspricht dies der Klasse der „Silikate und Germanate“ und dort der Abteilung „Gruppensilikate“, wo Vuonnemit zusammen mit Betalomonosovit, Bobshannonit, Bornemanit, Bussenit, Calciomurmanit, Epistolit, Innelit, Jinshajiangit, Lomonosovit, Murmanit, Perraultit, Phosphoinnelit, Polyphit, Quadruphit, Shkatulkalith, Sobolevit, Surkhobit, Vigrishinit, Yoshimurait und Zvyaginit die „Murmanit-Lomonosovit-Reihe“ mit der System-Nr. VIII/C.14 bildet.
Die von der IMA zuletzt 2009 aktualisierte 9. Auflage der Strunz’schen Mineralsystematik ordnet den Vuonnemit ebenfalls in die Abteilung der „Gruppensilikate“ ein. Diese ist allerdings weiter unterteilt nach der Struktur der Silikatgruppen, der möglichen Anwesenheit zusätzlicher Anionen und der Koordination der beteiligten Kationen, so dass das Mineral entsprechend seiner Zusammensetzung in der Unterabteilung „Si2O7-Gruppen mit zusätzlichen Anionen; Kationen in oktaedrischer [6]er- und größerer Koordination“ zu finden ist, wo es als einziges Mitglied die unbenannte Gruppe 9.BE.35 bildet.
Auch die vorwiegend im englischen Sprachraum gebräuchliche Systematik der Minerale nach Dana ordnet den Vuonnemit in die Klasse der „Silikate“, dort allerdings in die bereits feiner unterteilte Abteilung der „Gruppensilikate: Si2O7-Gruppen und O, OH, F und H2O“ ein. Hier ist er als einziges Mitglied in der unbenannten Gruppe 56.04.03 innerhalb der Unterabteilung „Gruppensilikate: Si2O7-Gruppen und O, OH, F und H2O mit Si2O7 mit Phosphat und Wasser“ zu finden.

## Kristallstruktur
Vuonnemit kristallisiert in der triklinen Raumgruppe P1 (Raumgruppen-Nr. 2) mit den Gitterparametern a = 5,50 Å; b = 7,16 Å; c = 14,44 Å; α = 92,5°; β = 95,3° und γ = 90,6° sowie einer Formeleinheit pro Elementarzelle.

## Eigenschaften

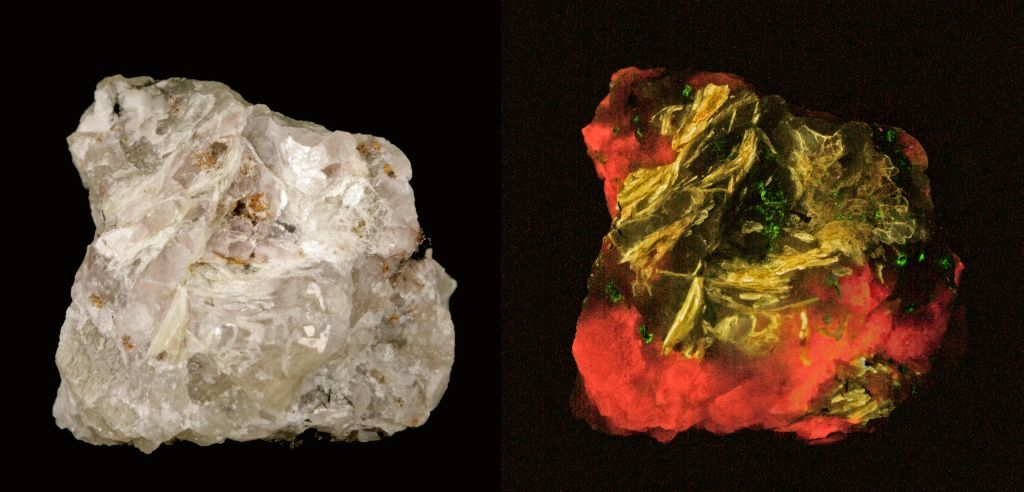
Mineral-Aggregat mit Vuonnemit, Sodalith und Ussingit unter UV-Licht. Optisch erscheint Vuonemmit etwas zitronengelber und heller als Sodalith. Ussingit fluoresziert nicht, erscheint aber auf dem Bild schwach violett.

Unter kurzwelligem UV-Licht zeigen manche Vuonnemite eine hell- bis intensiv grüne oder blassgelbe und unter langwelligem UV-Licht eine gelbe Fluoreszenz. Nach der UV-Beleuchtung können manche Vuonnemite schwach bläulich-grün phosphoreszieren.

## Bildung und Fundorte
Vuonnemit bildet sich in albitisierten alkalischen Gesteinen, wo er neben Albit unter anderem noch vergesellschaftet mit Aegirin, Cancrinit, Mikroklin, Nephelin, Lorenzenit, Serandit und Villiaumit auftritt.
Als seltene Mineralbildung konnte Vuonnemit nur an wenigen Fundorten und in geringer Stückzahl nachgewiesen werden, wobei weltweit bisher rund 20 Vorkommen dokumentiert sind. Außer auf der Halbinsel Kola in Russland fand sich das Mineral noch am Mont Saint-Hilaire in Kanada und im Ilimmaasaq-Komplex in Grönland.